# Gegengewicht (Astronomie)

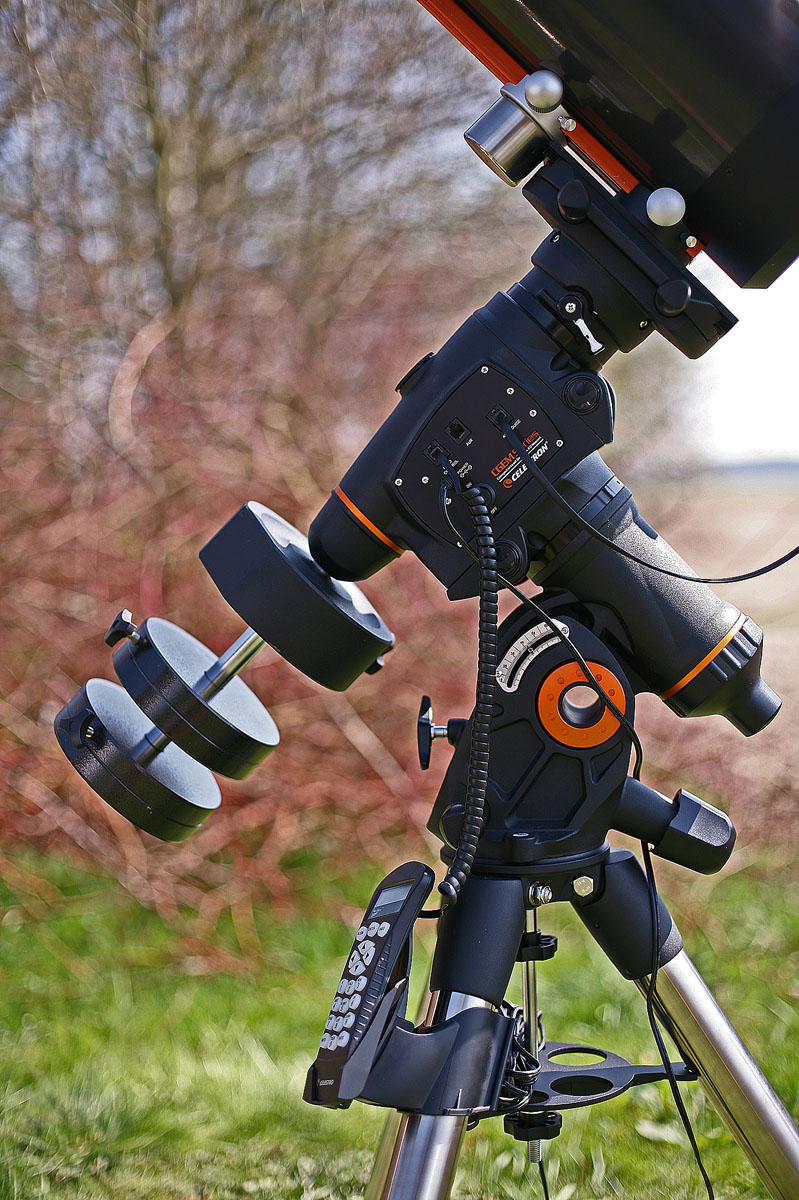
Gegengewichte und ein Laufgewicht an einem Amateurteleskop

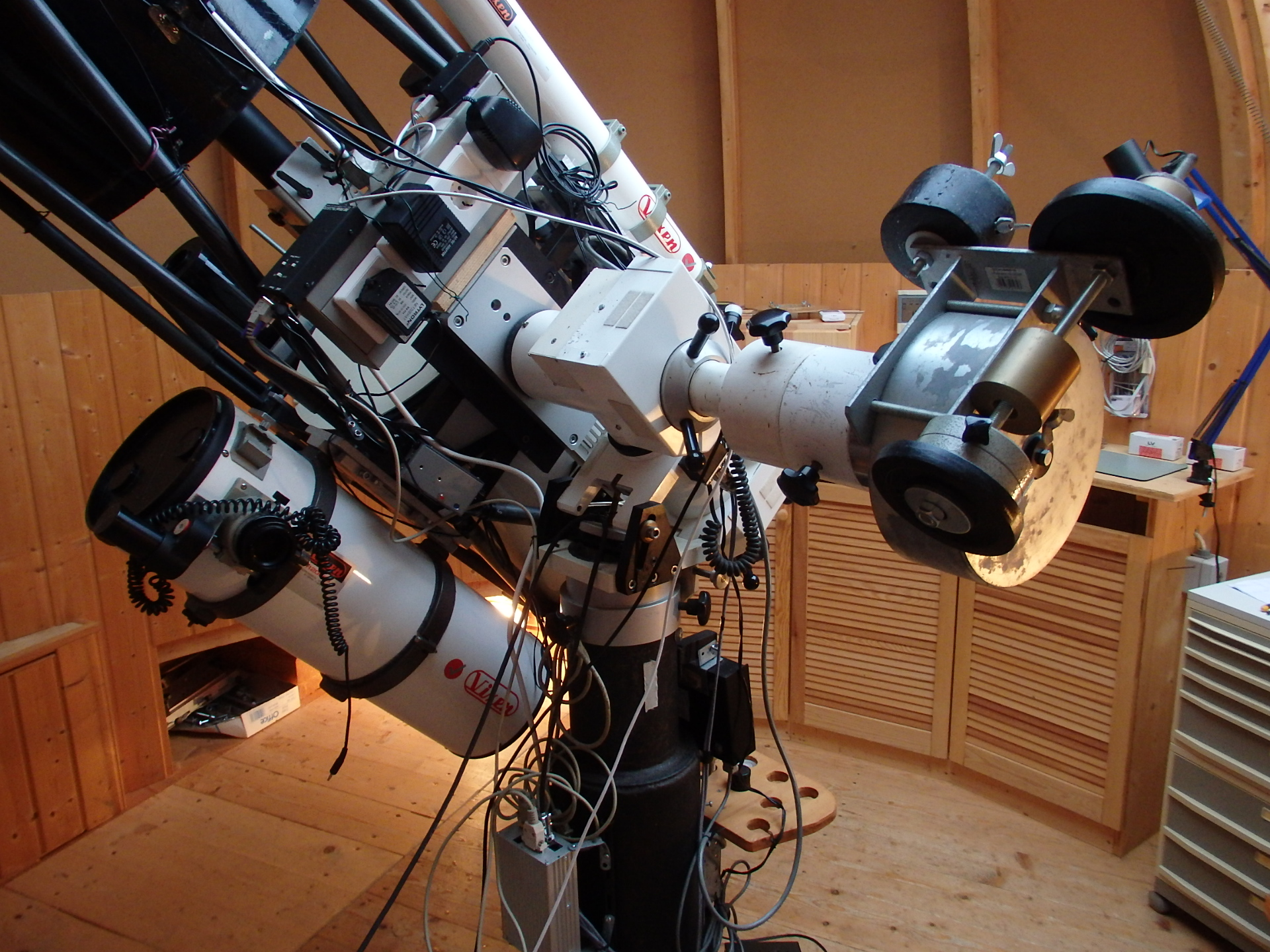
Gegengewichte einer schweren Montierung für 3 Fernrohre (15–40 cm) auf einer Teleskopsäule. Die zusätzliche Gewichte oben dienen dem Ausgleich um die Deklinationsachse. Sternwarte Klauser, Puchenstuben (Niederösterreich)

Als Gegengewicht wird in der Astronomie ein Gegenstand bezeichnet, der auf einer äquatorialen Montierung die Last des Fernrohrs auf der Gegenseite ausgleicht. Es handelt sich also um einen Spezialfall des im Artikel Gegengewicht (Mechanik) behandelten Gegengewichts.
Gegengewichte haben meist Zylinder- oder Scheibenform und müssen auf die jeweilige Montierung abgestimmt sein. Daher gibt es sie in verschiedenen Größen bzw. Massen und mit verschiedenen Lochdurchmessern. Bei Amateurfernrohren wiegen sie meist zwischen 1 und 10 kg, während bei großen Linsenteleskopen auf Sternwarten mehrere 100 kg nötig sein können. Da die Gegengewichte auf die Gegengewichtstange passen müssen und auf ihr frei verschiebbar sein sollen, muss der Durchmesser der zentralen Bohrung etwas größer sein als der Stangendurchmesser. Gehalten wird das Gegengewicht durch eine Klemmschraube.
Erst wird die leere Montierung Richtung Himmelspol ausgerichtet, dann werden die Gewichte aufgeladen und dicht an der Rektaszensionsachse fixiert. Schließlich wird das Fernrohr als Hauptgewicht montiert. Ins Gleichgewicht gebracht wird das System, indem die Rektaszensionsachse in waagrechte Stellung gebracht wird und die Klemmung gelöst bleibt, aber vom Bediener gehalten wird. Nun werden die Gewichte auf der Gegengewichtstange langsam nach außen geschoben, bis sich ein Gleichgewicht einstellt. Je weiter außen sich ein Gegengewicht befindet, desto instabiler wird die Montierung und desto leichter fängt sie zu schwingen an. Ein oder zwei schwere Gewichte nahe der Hauptachse sind daher günstiger als leichte Gewichte am Ende der Gegengewichtstange. Die Angabe zum Gewicht der zulässigen Beladung einer Montierung bezieht sich ausschließlich auf die Lasten der Instrumentenseite. Wie viele Gegengewichte anschließend zugeladen werden, spielt hierbei keine Rolle und ist bereits in der Rechnung berücksichtigt. So bezieht sich die Angabe "max. 20 kg" nur auf die Instrumente. Zu diesen 20 Kilogramm Gewicht kommen noch zwischen 15 und 20 kg Gegengewichte hinzu.
Am unteren Ende der Gegengewichtstange befindet sich eine Sicherungsschraube, die verhindert, dass ein versehentlich zu locker geklemmtes Gegengewicht völlig von der Montierung abgleitet und zu Boden fällt. Durch das plötzliche Übergewicht auf der Teleskopseite würde sich sonst eventuell die Klemmung an der Montierung lösen und der Teleskoptubus bis zum tiefsten Punkt durchschwingen und dabei gegen die Säule oder die Stativbeine schlagen. Rutscht stattdessen das Gegengewicht an die Sicherungsschraube, richtet sich das Fernrohr höchstens auf. In beiden Fällen ist bei einer Goto-Montierung allerdings eine Neueingabe der Bezugssterne erforderlich.

## Laufgewicht
Ein Laufgewicht ist ebenfalls ein Gegengewicht, jedoch befindet sich dieses am Teleskoptubus. Im Bild ist es der silberfarbene Zylinder an der orangefarbenen Schiene. Das Laufgewicht ist mit einer Klemmung versehen und auf der Befestigungsschiene des Teleskoptubus verschiebbar. Es wird verwendet, wenn am Teleskop unterschiedlich schwere Okulare oder sonstiges Zubehör wie z. B. eine Kamera zur Astrofotografie an- und abgebaut werden. Mit dem Laufgewicht werden diese Lastwechsel an der Deklinationsachse jeweils ausgeglichen. Da sich jedoch das Gesamtgewicht der Teleskopseite durch den Umbau ändert, muss anschließend das Gegengewicht nachjustiert werden.

## Eigenbau
Viele Amateurastronomen bauen sich ihre Teleskopmontierung selbst. Als Gegengewicht eignen sich aus Blei gegossene Scheiben besonders gut, weil sie einfach herstellbar sind und durch die hohe Dichte des Materials kein großes Volumen einnehmen. Man kann sie in alte Dosen gießen, die nach dem Abkühlen abgezogen werden. Vor dem Guss wird die Achse zentrisch eingebracht, und eine mit eingegossene Schraube +Mutter kann als künftige Klemmung dienen. 